# Корогва
Корогва́, хору́го́в, хоругва́ — старовинний бойовий прапор, що був поширений серед слов'янських народів. За часів підвладності південно-західної частини руських земель князівству Литовському у козацьких військах руських шляхтичів цей термін витіснив колишній: стяг.

## Етимологія
Українське «коругва» (варіанти: «хорогва», «хоругва», «хоругов», «корогва», «коругва», «корогов», «коругов») походить від прасл. *xorǫgy, звідки також д.-рус. хоругы, хоругъвь, хорюговь, коруговь, староцерк.-слов. хорѫгва, хорѫгы, рос. хоругвь, пол. chorągiew). Давнішою формою є хорѫгы: варіант хорѫгъвь — колишня форма знахідного відмінка *xorǫgъvь.
Походження слова *xorǫgy точно не відоме: за одною з версій, воно запозичене через тюркське посередництво у монголів (можливо, у часи панування аварів або під впливом тенгріанства), за другою — походить від германського *hrungo і споріднене з готським hrugga («посох», «палиця») і нім. Runge («стійка», «планка», «перекладина»).

## Семантика
У сучасній українській вексилології вживання термінів «корогва» і «хоругва» дещо розрізнюється. Перший вживається переважно щодо старовинних бойових прапорів, а другий — щодо церковних.

## Військо Русі
Хоругва у війську Русі була власністю того чи іншого князя, а в багатьох випадках — ознакою його особистого полку. Встановлення хоругви на стіні або воротах міста означало переможне завершення кампанії. Виготовлялися з нетривкого матеріалу (переважно з тканин), унаслідок чого були недовговічними.

## Військо Запорозьке
Корогва Війська Запорозького — військовий клейнод в Україні XV—XVIII століття, символ влади гетьмана України, кошового отамана Запорозької Січі, полковника, сотника.
Має вигляд полотнища (переважно прямокутного) з держаком-корогвищем, інколи з навершям у вигляді хреста або кулі. На полотнищах різноманітного забарвлення зображувалися Ісус Христос, святі, геральдичні символи.
Корогва Запорозької Січі найчастіше мала червоний колір, білий хрест посередині та сонце, місяць, зірки в кутах. Різнобарвні корогви полків і сотень мали відповідні геральдичні зображення, часто пов'язані з гербами міст.
Носій військової корогви — хорунжий.
Січова хоругва з одного боку мала зображення святого Архангела Михаїла, з іншого хрест в оточенні небесних світил.

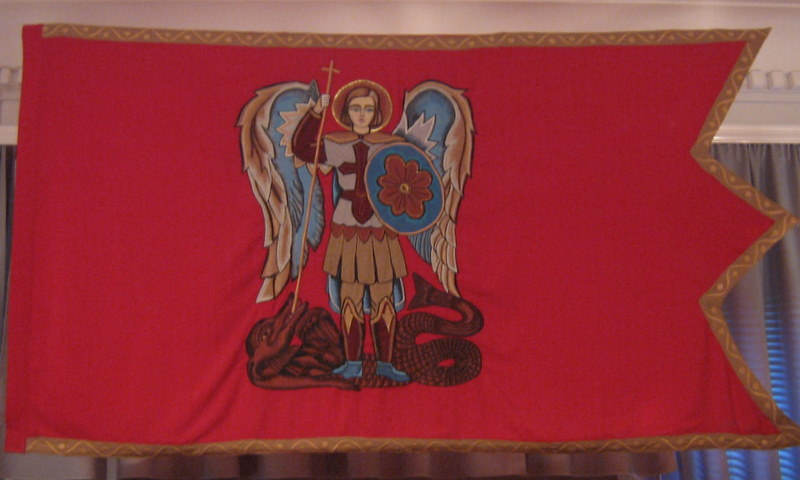
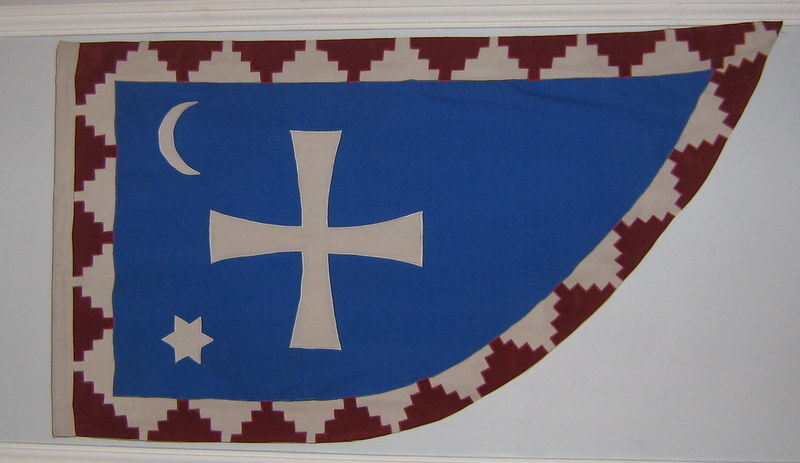
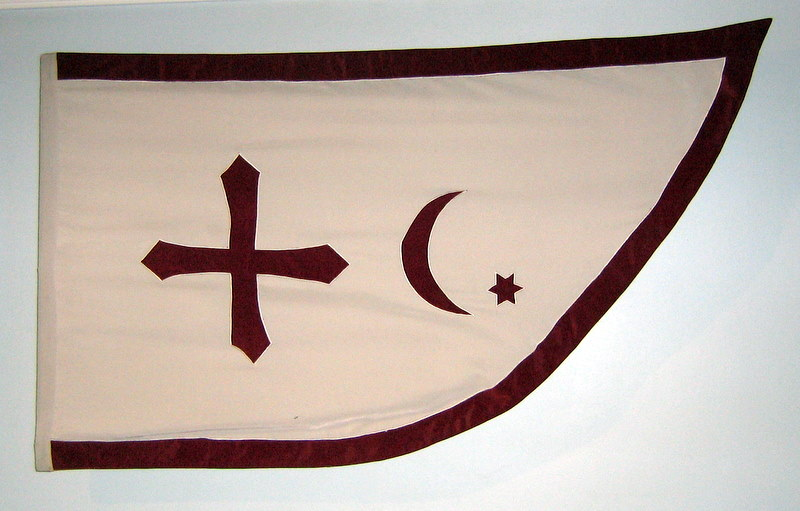
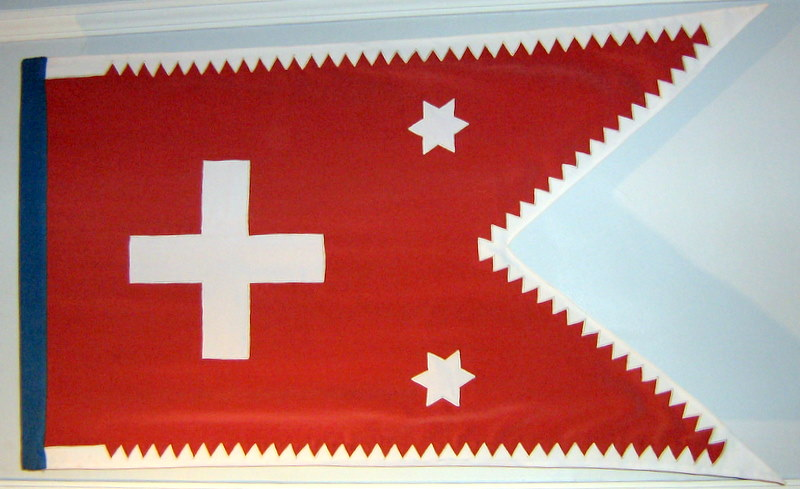